# Isidro Sánchez (comandante)
Isidro Sánchez Sánchez (Madroñera, Cáceres, 14 de diciembre de 1909 – Toulouse, Francia, 19 de agosto de 1977) fue un guerrillero español, comandante de batallón en la Brigada del Ariège. Capturado el 3 de octubre de 1943 en Tarascon-sur-Ariège, fue deportado al campo de concentración de Dachau el 18 de junio de 1944. Fue declarado hijo predilecto de Madroñera el 24 de octubre de 2019.

## Biografía

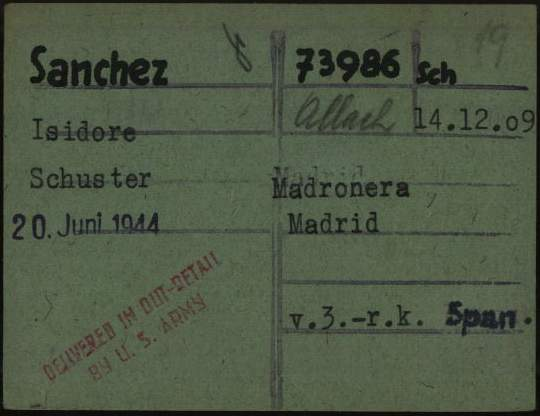
Tarjeta de registro de Isidro Sánchez como prisionero en el campo de concentración nazi de Dachau.

Isidro –que llegaría a ser un destacado miembro de la Resistencia durante la Segunda Guerra Mundial y sobrevivir a los campos de concentración nazis– fue hijo de un jornalero extremeño del pueblo de Madroñera, donde se casó y fue padre de tres hijos, y del que tuvo que huir al producirse el golpe de Estado en España de julio de 1936, que provocó la guerra civil española Simple miliciano, llegó a ser teniente del ejército popular de la Segunda República, según figura en un Boletín Oficial del Ministerio de Defensa de marzo de 1938. Sin poder llegar a reunirse con su mujer e hijos, se exilió en Francia, donde continuó su actividad contra el franquismo dentro del XIV Cuerpo de Guerrilleros a las órdenes del comandante Jesús Ríos, siendo durante varios meses Isidro el jefe de Estado Mayor .
Tras la ocupación alemana de parte de Francia, Isidro, que se encontraba en la zona de la llamada “Francia Libre”, afecta al nazismo, se unió a la Brigada del Ariège, donde entre 1942-1943 operó como comandante en jefe de uno de sus tres batallones, y llegando a ser reconocido con la «categoría de agente de grado máximo como miembro de la Resistencia». En ese periodo se le conoce por distintos alias, como Antonio Moreno "Sánchez", Antonio Morales, José González y, sobre todo, Sánchez ‘el zapatero’. Buena parte de la Brigada fue capturada y sometida a terribles torturas en abril de 1943, momento en el que se incorporó a la misma uno de sus grandes valores, Conchita Ramos. Isidro no pudo ser capturado y en los meses siguiente trabajaron por la reestructuración de la Brigada. Isidro asumió como labor la colaboración para la evasión a Andorra de aviadores aliados derribados. Su misión era la propia ejecución de la evasión, acompañando armado a los aviadores en una frontera llena de agentes de la Gestapo y de la Milicia fascista de Vichy, dejando sanos y salvos a los aviadores y retornando Isidro a Francia a la espera, una y otra vez, de otro convoy de aviadores. Fue capturado el 3 de octubre de 1943 en Tarascon-sur-Ariège mientras esperaba un convoy de aviadores. Tras pasar por las prisiones de Foix y Saint Michel de Toulouse, fue condenado el 15 de octubre de 1943 a dos años de prisión por el Tribunal Especial de Toulouse. De allí pasaría al penal de Eysses (28, octubre, 1943), siendo el prisionero 2626, donde participó en el intento de evasión masiva conocida como la “batalla Eysses”, el 19 y 20 de febrero de 1944. Frustrado el motín, Isidro fue enviado en mayo de 1944 a Compiégne dentro de un gran grupo de unos 1200 prisioneros custodiados por la División Das Reich de las SS.El 18 de junio fue enviado a Dachau en un convoy del que formaban parte 181 españoles. Allí fue registrado con la matrícula 73.986 como "trabajador esclavo" y "preso político".
Días después fue enviado al subcampo de Allach, junto a Múnich. Liberado el campo de Allach el 30 de abril de 1945, fue repatriado a Francia. Tras su cautiverio, el cuerpo aliado le concedió dos diplomas de guerra, y el gobierno francés de De Gaulle, resolvió en 1948 las gestiones diplomáticas para traer junto a él a su mujer e hijos. En 1952 se le concedió asimismo una pensión con «categoría de deportado (agent p.2) y miembro homologado de las Fuerzas Francesas de Combatientes (FCC)».
Se instaló por periodos provisionales en Tarascon y Pamiers. Allí nacieron sus dos hijas mayores, y tras enviudar y volver a casarse, su hija pequeña. Falleció en Toulouse a los 67 años de edad.

## Homenajes
En abril de 2017, durante la "Semana Cultural de Madroñera", el sobrino-nieto de Isidro Sánchez y profesor de Historia en la UNED, Juan Pedro Rodríguez Hernández, impartió la conferencia "Madroñeros en el infierno Nazi: el caso isidro Sánchez".
En abril de 2019 Juan Pedro Rodríguez impartió la conferencia "Isidro Sánchez" en el Memorial de Dachau en el acto "españoles prisioneros en Dachau". Rodríguez es miembro de la FNDIRP y colaborador de Amical de Mauthausen y de otros campos, así como de la Amical de Dachau española. Imparte conferencias sobre la deportación y es colaborador en diferentes medios.
En 2017 fue registrada la propuesta de reconocimiento de hijos predilectos de Isidro Sánchez y de los tres vecinos que perdieron la vida en los campos de concentración y exterminio de la Alemania Nazi. La propuesta fue realizada por el Grupo Socialista (3 concejales) y el Grupo Podemos-IU (3 concejales); sin embargo, la moción no fue votada en pleno ya que la alcaldesa, del Partido Popular (5 concejales) fue paralizando la votación ante el inminente resultado de que la propuesta saldría adelante.
Isidro Sánchez y los otros tres vecinos prisioneros y deportados que perdieron la vida en la Alemania Nazi fueron declarados hijos predilectos de Madroñera el 24 de octubre de 2019 con el voto a favor de los 6 concejales del Grupo Socialista, ya que Podemos e IU no había concurrido a las elecciones, y las 5 abstenciones del Grupo Popular, siendo alcalde el socialista Antonio Campo.